# Jamie Delano
Jamie Delano (nacido en 1954 en Northampton, Inglaterra) es un guionista de cómics británico. Fue parte de la primera "Invasión británica" post-Alan Moore de escritores que empezaron a colaborar para cómics estadounidenses durante los años 80 del siglo XX. Es conocido por ser el primer guionista de la serie Hellblazer, protagonizada por John Constantine.

## Biografía
Jamie Delano escribió 37 de los primeros 40 números de Hellblazer para DC Comics entre 1988 y 1991. La mayoría de sus obras restantes también han sido para DC/Vertigo. 
El grueso de su obra se encuentra en el género de la ciencia ficción o el terror, y a menudo es una mezcla de ambos. 
Es conocido por tratar temas sociales y políticos en sus obras, tales como la guerra entre sexos (Mundo sin fin), el imperialismo y el genocidio (Ghostdancing), o el colapso cultural y medioambiental (2020 Visions, Animal Man). 
En su obra en prosa, Delano utiliza habitualmente el alter ego A. William James. Publicó la novela Thirteen bajo su propio sello editorial, Lepus Books.
- Datos: Q3806796
- Multimedia: Jamie Delano / Q3806796